# Owenia assimilator
Owenia assimilator är en ringmaskart som beskrevs av Maurice Caullery 1944. Owenia assimilator ingår i släktet Owenia och familjen Oweniidae. Inga underarter finns listade i Catalogue of Life.